# پیمان حفیظی
پیمان حفیظی (زادهٔ ۲۰ آبان ۱۳۶۵) بازیکن فوتسال اهل ایران می‌باشد. وی عضوِ تیم ملی فوتسال ایران است و برای تیم فوتسال الشرطه در عراق بازی می‌کند.

## افتخارات

### باشگاهی
- قهرمانی تیم ملی دانشجویان ایران در جام دانشجویان جهان بلژیک فرانسه در سال ۲۰۱۶[۴]
- حضور در جام باشگاه‌های آسیا به عنوان لژیونر همراه با باشگاه شن ژن چین ویتنام در سال ۲۰۱۷[۵]
- کسب عنوان نایب قهرمانی لیگ برتر ایران با باشگاه گیتی‌پسند در سال ۲۰۱۹[۶][۷]

#### فردی
- بهترین بازیکن لیگ تهران در باشگاه پاس در سال ۲۰۱۳
- آقای گل لیگ یک ایران با باشگاه فولاد ماهان در سال ۲۰۱۰[۸]
- آقای گل لیگ حرفه ای عراق در سال ۲۰۱۸[۹][۱۰]